# Acalypha mapirensis
Acalypha mapirensis é uma espécie de flor do gênero Acalypha, pertencente à família Euphorbiaceae.